# Jeunesse perdue (film, 1948)
Pour les articles homonymes, voir Jeunesse perdue.
Pour plus de détails, voir Fiche technique et Distribution.
Jeunesse perdue (Gioventù perduta) est un film italien, un des premiers films réalisé par Pietro Germi, et sorti en 1948. C'est un long- métrage du néoréalisme naissant, inspiré également par les films noirs à l'américaine.

## Synopsis
Un homme est tué lors d'un braquage par une bande de jeunes. Pour mener l'enquête, un inspecteur s'infiltre à l'université en se faisant passer pour un étudiant. Le film dresse le portrait d'une jeunesse en échec  social, juste après la Seconde Guerre mondiale. L'inspecteur va vite identifier un suspect, Stefano Manfredi, psychopathe, mais aussi tomber amoureux de sa sœur.

## Fiche technique
- Titre original : Gioventù perduta
- Titre français : Jeunesse perdue
- Réalisation : Pietro Germi
- Scénario : Pietro Germi, Mario Monicelli, Antonio Pietrangeli, Enzo Provenzale, Leopoldo Trieste, d'après une histoire de Pietro Germi
- Photographie : Carlo Montuori
- Musique : Carlo Rustichelli
- Montage : Renaldo May
- Production : Carlo Ponti
- Pays d'origine :  Italie
- Langue originale : italien
- Genre : Film dramatique
- Durée : 58 minutes
- Dates de sortie : 
  -  Italie : 2 avril 1948
  -  Suède : 23 octobre 1948
  -  Espagne : 16 mai 1949 (Madrid)
  -  États-Unis : 26 octobre 1949 (New York)
  -  Allemagne de l'Ouest : 13 mars 1950 (version courte)

## Distribution
- Massimo Girotti : Marcello Mariani
- Carla Del Poggio : Luisa Manfredi
- Jacques Sernas : Stefano Manfredi
- Franca Maresa : Maria Rivano
- Diana Borghese : Stella, la chanteuse
- Nando Bruno : le commissaire
- Leo Garavaglia : le professeur Pietro Manfredi, père de Luisa et Stefano
- Emma Baron : la mère de Luisa et Stefano
- Dino Maronetto : Berto
- Giorgio Metrailler : Gianni
- Michele Sakara : Matricule
- Angelo Dessy : le tenancier du tripot
- Franco Pesce (en) : le photographe de la police
- Michele Riccardini : Sig. Giuseppe
- Lando Sguazzini : l'huissier
- Enrico Urbini : le maréchal des logis
- Leda Vallini : une étudiante

## Accueil
Ce film, deuxième long-métrage de son réalisateur, est initialement censuré à sa sortie en Italie, sous la pression de l'Église, mais salué par la critique cinématographique comme une expression du nouveau courant néoréaliste, même si l'influence des films noirs américains se fait également sentir.